# Tarot (hudební skupina)
Tarot je finská metalová skupina, založená roku 1985 bratry Marcem a Zacharym Hietalovými. Domovská skupina někdejšího baskytaristy a zpěváka Marca Hietaly, který skupinu neopustil, ovšem již není členem Nightwish ale Tarot. Ve skupině Tarot zůstal hlavním autorem a hlavou skupiny. Skupina Tarot sice nevyvíjí nijak hektickou činnost, ale udržuje si stále vysokou kvalitu své tvorby a vydává alba. Přestože má skupina za sebou dost dlouhou kariéru, do povědomí širšího okruhu posluchačů se dostala až po nástupu Marca Hietaly na post baskytaristy skupiny Nightwish.

## Členové

### Současní
- Marko Hietala – zpěv, baskytara (1982–2016, 2023–dosud)
- Zachary Hietala – kytary (1982–2016, 2023–dosud)
- Janne Tolsa – klávesy, doprovodný zpěv (1988–2016, 2023–dosud)
- Tommi Salmela – sampler, doprovodný zpěv (2006–2016, 2023–dosud)
- Antero Seppänen – bicí (2023–dosud)

### Bývalí
- Mako H – kytary (1982–1988)
- Pecu Cinnari – bicí (1982–2016) (zemřel 2016)

## Biografie

### 1980
Tarot byl původně vytvořen bratry Hietalovými na počátku 80. let. S původním názvem Purgatory ("očistec"). Jakmile se kapela dostala k podpisu smlouvy u nahrávací společnosti, dohodli se na změně názvu. Od té doby skupina byla známá jak Tarot. Také line-up se ustálil v podobě Marco Hietala (basová kytara / zpěv), Zachary Hietala (kytara), Mako H (kytara) a Pecu Cinnari (bicí).
Singl Wings of Darkness uviděl světlo světa v roce 1986 a během téhož roku vydali své první dlouhohrající album s názvem Spell of Iron. Rok nato přišel další singl s názvem Rose on the Grave (Růže na hrobě).

### 1990 - 1997
Po druhém albu byla přibrzděna činnost kapely. Výsledek této "dovolené"? Line-up se poněkud změnil, přibyl klávesista Janne Tolsa, který nahradil druhého kytaristu Mako H. a po pěti letech obav vyšlo třetí album, To Live Forever, které bylo dokončeno v roce 1993. Tarot získal dobré ohlasy v Japonsku, a tak jejich první živé album vyšlo v roce 1994 pouze v Japonsku. Koncert byl zaznamenán na Tavastia Club v Helsinkách. Naštěstí některé z písní z živého alba byly vydány v průběhu příštího roku na omezeném vydání bonusové verze nového LP, Stigmata (1995).

### 1998 - 2002
"For The Glory of Nothing", vyšla v roce 1998. A také, během téhož roku, Shining Black, kompilace, která vyšla v Japonsku. Následně opět nastala fáze klidu. Naštěstí se sem tam našlo vystoupení, které potvrdilo funkčnost kapely a ohlasy fanoušků. Marco nedokázal vydržet neaktivní postoj kapely a začal se realizovat. Hrál v Conquest a Sinergy. Vystupoval také s "Metal Gods". Marcova největší změna v jeho životě nastala po příchodu do kapely Nightwish v roce 2002 a poté, co začal skládat velmi úspěšné hity, začal se věnovat tvrdšímu Tarotu. Janne Tolsa hrál na klávesy pro Virtuocity's Secret Visions a Marco si tak zazpíval několik písní. Na konci léta 2002 připravil Tarot speciální koncert 80 let v Kuopio, avšak hráli písně pouze z prvních dvou alb.

### 2003
V průběhu roku 2003 byl Shining Black vydán po celém světe. Tarot podepsal novou nahrávací smlouvu se Spinefarm Records a vydali tak nové CD Suffer Our Pleasures (2003).
Suffer album se ujalo docela dobře, tedy ve Finsku. V zahraničí takový úspěch nemělo.Celá reklama a marketing nebyl vytvořený dobře. To bylo samozřejmě velkým zklamáním pro kapelu, jelikož album obsahovalo skutečně kvalitní písně. I přes negativní aspekty marketingu, si kapela poradila a díky aktivnímu tour se dostala opět do povědomí posluchačů i kritiků.

### 2006 - 2009
V letech 2003 až 2006 měl Marco plné ruce práce se svou další skupinou Nightwish při nahrávání a turné po celém světě. Janne měl zase album Eternal Tears of Sorrow a mnoho koncertů s industrial metal kapelou Turmion Kätilöt. V roce 2006 tak nastal čas, aby se Tarot sešel znovu.
Brzy na jaře roku 2006 nahrávací společnost vydala Bluelight Re-Masters sbírku, která zahrnoval všech šest alb s rozsáhlou sbírkou bonusového materiálu, nezveřejněná dema, živé a speciální verze písní a některé obaly. Některá z alb byla také remixována.
Fanoušci přijeli reedici tak dobře, že v květnu 2006, kdy Tarot vydal nový singl "You", vyskočil poprvé v historii Tarot do hudebních žebříčků. Současně skupina formálně uznala jejich zpěváka Tommi "Tuple" Salmela jako skutečného člena kapely, poté, co byl s kapelou více než deset let. Nyní byl Tarot schopen provádět složitější vokální výkony, než kdy jindy, s použitím dvou hlavních zpěváků v kapele Deep Purple se zlatou érou s Coverdale / Hughes.
Tarot změnila znovu nahrávací společnost a přešla pod finskou KingFoo Entertaiment. V Evropě Tarot úspěšně pracuje s Nuclear Blast.
Léto 2006 bylo ve znamení práce pro kapelu, jelikož cestovala po různých klubech a na festivalech. Do té doby Tarot také skládal, dema a nahrával nový materiál a nakonec tak vypustil nejtemnější album - Crows Fly Black (2006).
Po vydání "Crows Fly Black" se vydal Tarot na rok a půl dlouhé turné a vůbec dělal různé přehlídky také mimo Finsko. "Crows", byl propuštěn vydavatelstvím Nuclear Blast pro širší evropské publikum, které připravilo pro kapelu možnost udělat nějaké větší turné ve střední Evropě.
Tarot rychle stoupal a tak přišel nápad natočit první DVD. Live DVD "Undead Indeed" bylo natočeno v rodném městě Kuopio, Club Rupla dne 17.8.2007. DVD pak vyšlo dne 11.6.2008 a na chvíli zůstal jako číslo 1 v žebříčku finských DVD. "Undead Indeed" zahrnuje celou show a velmi dobře zachycuje atmosféru skutečných chlapů z kraje Savo ve Finsku, co dělají rock'n'roll show.
Do vydání DVD už nastupuje Marco na turné s Nightwish, ale s Tarotem se přece na několika vybraných akcí ukazuje (2008 - 2009). Bylo ale jasné, že jakmile Nightwish tour ukončí, Tarot začne znovu žít.

### 2010
V letech 2008-2009 Janne, Marco a Zac napsali poměrně hodně nových věcí v jejich volném čase. Trvalo jen několik zkoušet a přišli s hrstkou písní, které připravili pro osmé studioalbum s názvem "Gravity Of Light".
Většina demo práce pro toto album se odehrála v srpnu a září 2009 a vlastní nahrávky pro album začali ihned v listopadu 2009. Výsledný mix provádí Janne a Mikko Tegelman a Mika Jussila na Finnvox Studios v lednu a únoru 2010. Album je vyšlo opět pod King Foo Entertainment.
Album působí jako setkání se starým přítelem. Některé věci jsou stejné, ale váš přítel přibral na váze. Ten ukazuje nové jizvy a tetování. Má delší vousy a dodává vám drsnější a rychlejší náladu. Zároveň je tu stále velké srdce ve středu. Když uslyšíte "Gravity Of Light", uvěříte.

## Diskografie

### Studiová alba
- To Live Forever (1994)
- Stigmata (1995)
- Shining Black (1998)
- For The Glory Of Nothing (1998)
- Suffer Our Pleasures (2003)
- Crows Fly Black (2006)
- Gravity Of Light (2010)
- The Spell Of Iron MMXI (2011)

### Kompilace
- Shining Black (1998)

### Live
- To Live Again (1994)
- Undead Indeed (2008)